# Лефевр, Ашиль Дезире

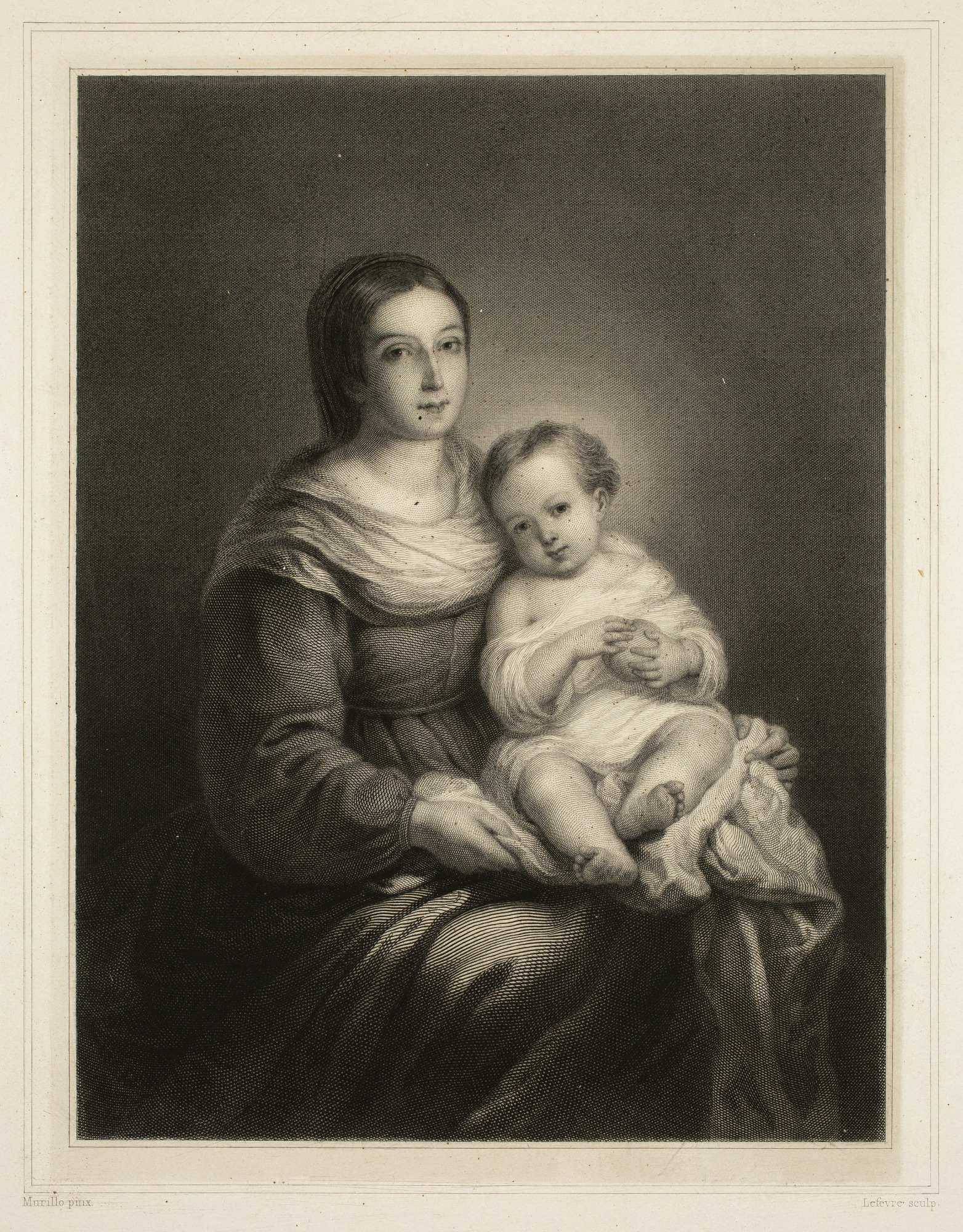
Гравюра «Мадонна с Младенцем-Христом» с Мурильо

Ашиль Дезире Лефевр (фр. Achille Désiré Lefèvre; 1798—1864) — французский гравёр.

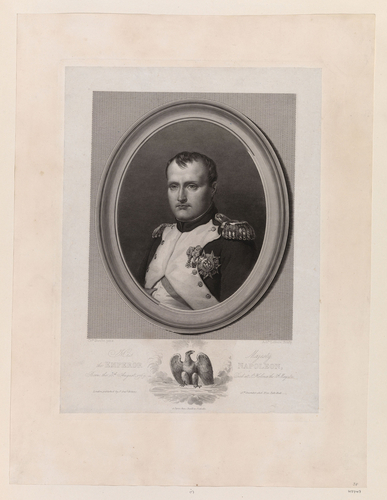
Гравюра «Император Наполеон»

Сын и ученик своего отца Себастьена Лефевра. Им исполнено небольшое число, но зато превосходных гравюр резцом, среди которых «Спящее дитя» с П. П. Прюдона, «Портрет Иоанны Аррагонской», «Святая Цецилия» и «Триумф Галатеи» с Рафаэля, «Мадонна св. Севастиана», «Рождество Христово» (La Notte) и «Антиопа» с Корреджо, «Бессеменное зачатие», «Благовещение», «Мадонна с Младенцем-Христом» с Мурильо и др.